# Ђедовић
Ђедовић је презиме које се налази првенствено у Босни и Херцеговини.
Ово презиме може се односити на следеће особе:
- Дејан Ђедовић, српски тренер у малом фудбалу
- Дубравка Ђедовић, српска политичарка
- Миленко Ђедовић, српски фудбалер
- Недим Ђедовић, босанскохерцеговачки кошаркаш
- Нихад Ђедовић, босанскохерцеговачки професионални кошаркаш